# Staying Power
Staying Power je píseň britské rockové skupiny Queen z roku 1982, napsaná zpěvákem Freddiem Mercurym. Byla vydána na albu Hot Space a téhož roku také jako singl se stranou B „Back Chat“ (americké vydání) a „Calling All Girls“ (japonské vydání). Jako singl vyšla kromě USA a Japonska také v Polsku, kde se umístila na 21. místě hitparády. Staying Power jako také jediná píseň od Queen obsahující sólo na lesní roh, které nahrál Arif Mardin.
Tato píseň byla hrána živě na turné Hot Space Tour a do určité míry také v rámci The Works Tour. Jde zároveň o jedinou skladbu Queen, ve které hrál John Deacon naživo na rytmickou kytaru, neboť basová linka byla hrána na klávesy. Živá verze je zaznamenána je na koncertním albu Queen on Fire – Live at the Bowl a DVD Greatest Video Hits 2  a na deluxe vydání alba Hot Space z roku 2011.

## Obsazení nástrojů
- Freddie Mercury – hlavní zpěv, doprovodné vokály, syntezátor, basový syntezátor
- Brian May – elektrická kytara
- Roger Taylor – bicí, bicí automat
- John Deacon – doprovodná kytara
- Arif Mardin – lesní roh